# Departamento Santa María (Catamarca)
Das Departamento Santa María liegt im Nordosten der Provinz Catamarca im Nordwesten Argentiniens und ist eine der 16 Verwaltungseinheiten der Provinz.
Es grenzt im Norden an die Provinz Salta, im Osten an die Provinz Tucumán, im Süden an das Departamento Andalgalá und im Westen an das Departamento Belén.
Die Hauptstadt des Departamento ist Santa María del Yocavil.

## Städte und Gemeinden
Das Departamento Santa María ist in folgende Gemeinden (Municipios) und Siedlungen aufgeteilt:
- Agua Amarilla
- Alto Verde
- Ampajango
- Ampajango Banda
- Andalhuala
- Casa de Abajo
- Casa de Piedra
- Casa El Medio
- Caspichango
- Cerro Colorado
- Chañar Punco
- Chinocan
- El Bajo
- El Cajón
- El Cerrito
- El Desmonte
- El Mishito
- El Peñón
- El Puesto
- El Rincón
- El Sunchal
- El Tesoro de Abajo
- Encrucijada
- Entre Ríos
- Famatanca
- Fuerte Quemado
- Guay Cóndor
- Hurito Huasi
- La Ciénaga
- La Hoyada
- La Loma
- La Maravilla
- La Patilla
- La Quebrada (Catamarca)
- Lagunita
- Lampacito
- Las Juntas
- Las Mojarras
- Loro Huasi
- Medanitos
- Pajanguillo
- Palo Seco
- Paloma Yaco
- Pecanitas
- Pichanal
- Piedra Pintada
- Puesto Grande
- Punta de Balasto
- Quebrada de Jujuy
- San José Banda
- San José Norte
- San José Villa
- Santa María del Yocavil
- Talcutan
- Totorilla
- Yapes